# جون بورتون تومسون
جون بورتون تومسون (بالإنجليزية: John Burton Thompson)‏ هو محامي وسياسي أمريكي، ولد في 14 ديسمبر 1810 في هارودسبورغ في الولايات المتحدة، وتوفي بنفس المكان في 7 يناير 1874. حزبياً، نشط في حزب اليمين. وقد انتخب عضو مجلس النواب الأمريكي وانتخب عضو مجلس الشيوخ الأمريكي.